# Topographie von Niederösterreich (Weiskern)
Die Topographie von Niederösterreich ist eine dreibändige, von Friedrich Wilhelm Weiskern erarbeitete Topographie, die als die erste nach modernen Maßstäben erstellte Topographie Niederösterreichs gilt.
Das nach dem Ableben Weiskerns (1711–1768) von seiner Witwe Pauline in den Jahren 1769 und 1770 veröffentlichte Werk, dessen voller Titel Topographie von Niederösterreich, in welcher alle Städte, Märkte, Dörfer, Klöster, Schlößer, Herrschaften, Landgüter, Edelsitze, Freyhöfe, namhafte Oerter u.d.g. angezeiget werden, welche in diesem Erzherzogthume wirklich angetroffen werden, oder sich ehemals darinnen befunden haben. lautet und für welches sie aufgrund der persönlichen Bekanntschaft ihres Gatten mit dem Kaiserhaus auch ein zehnjähriges Druckprivilegium erwirken konnte, enthält eine ausgesprochen gründliche, weil vollständige Beschreibung Niederösterreichs und der Haupt- und Residenzstadt Wiens. Das Werk galten noch hundert Jahre später als unübertroffene Leistung und diente späteren Topographen wie Schweickhardt oder Raffelsperger als Basis. Der österreichische Historiker Anton Mayer zählt Weiskern sogar zu den bedeutendsten Topographen Österreichs.
Über die Arbeitsweise Weiskerns kann heute nurmehr spekuliert werden, denn die Topographie enthält kaum diesbezügliche Angaben. Oftmals werden Calles, Hueber, Pez usw. als Referenzen für die Einträge angegeben. Einzig das Verzeichnis der Häuser der Vorstädte und der Häuser Wiens ist zum einen mit 1765 und zum anderen mit 1766 angegeben. Die ersten beiden Bände liefern Kurzbeschreibungen aller niederösterreichischen Ortschaften in alphabetischer Anordnung, die von zahlreichen Exkursen unterbrochen werden, und der dritte Teil beinhaltet eine fragmentarische Beschreibung der Haupt- und Residenzstadt Wien, die um die genannten, nach Steuernummern geordnetes Häuserverzeichnisse ergänzt werden. Diese Häuserverzeichnisse wurde durch die 1770/1771 eingeführte Hausnummerierung zwar für den Alltag obsolet, stellen heute aber eine wichtige historische Quelle dar.

## Digitalisat
- Topographie von Niederösterreich Band 1 A–M (1769): urn:nbn:de:bvb:12-bsb10012388-4
- Topographie von Niederösterreich Band 2 N–Z (1770): urn:nbn:de:bvb:12-bsb10011752-2